# Mestna loža, Piran
Mestna loža je zgodovinska stavba na Tartinijevem trgu, glavnem trgu v Piranu.
Stavba stoji v severnem vogalu Tartinijevega trga, z vzhodnim pročeljem je orientirana na Tartinijev trg, vhod pa je s Trubarjeve ulice.

## Zgodovina
Stara mestna loža je stala na mestu današnje stavbe. Z ene strani je bila povezana z Mestno hišo, z druge pa z nekdanjo cerkvijo svetega Jakoba. V mestnih statutih iz leta 1384 je zapisano, da je bil v Loži urad cataverjev, varuhov interesov Beneške republike. Po Caprinu se bila v njej dvorana Velikega sveta. Plemiška kazina (Casina dei nobili) je bila kraj srečevanja mestnih veljakov, pa tudi trgovcev.
Na njenem mestu so v prvih dveh desetletjih 19. stoletja zgradili današnjo neoklasicistično stavbo. V pritličju je bila elegantna mestna kavarna, pa tudi družbena kazina (Casino sociale), ki so jo po letu 1945 preimenovali v »Ljudski dom«. V stavbi sta danes Obalna galerija in ponovno kavarna.
Notranjost stavbe je bila prenovljena med letoma 2010 in 2012, po načrtih arhitekta Borisa Podrecce.